# Grodzicki Hrabia

herb według nadania z 1800

Herb według nadania z 1801

Grodzicki Hrabia – polski herb hrabiowski, odmiana herbu Łada nadany w zaborze austriackim.

## Opis herbu
Herb znany w dwóch wariantach. Opis stworzony zgodnie z klasycznymi zasadami blazonowania:
Herb z 1800: W polu czerwonym podkowa srebrna z zaćwieczonym na barku krzyżem kawalerskim; na prawo strzała naturalna o upierzeniu srebrnym o trzech zębach i rozdarciu srebrnym; na lewo strzała naturalna o upierzeniu srebrnym i grocie rozdartym srebrnym. Nad tarczą korona hrabiowska. Nad nią hełm z klejnotem: pół lwa naturalnego, wspiętego, trzymającego miecz srebrny w obu łapach. Labry: czerwone, z prawej podbite złotem, z lewej srebrem.
Herb z 1801: Na tarczy dzielonej w sześć pól z polem sercowym: w polu sercowym herb Łada jak w powyższym; w polu II topór srebrny w skos (Topór), w polu III, dzielonym skosem złotym, na którym trzy róże srebrne, u góry błękitnym, u dołu czerwonym, po koźle biegnącym, srebrnym (Szembek); w polu IV, czerwonym, sosna o trzech konarach naturalna (Godziemba); w polu V, dwudzielnym w słup na przemian czerwonym i srebrnym, róg bawoli naturalny z lewej i jeleni naturalny z prawej (Rogala); w polu VI złotym, łeb żubra czarny, przeszyty mieczem w skos (Pomian); w polu VII, na murawie zielonej, jeleń czerwony (Brochwicz). Nad tarczą korona hrabiowska, nad którą hełmy z klejnotami: klejnot I: połulew jak w herbie z 1800, klejnot II: topór srebrny na stylisku złotym; klejnot III: między skrzydłami orlimi czarnymi, połukozioł szary. Labry na hełmie I jak w herbie z 1800; na hełmie II czerwone, podbite złotem; na hełmie III błękitne, podbite złotem.

## Najwcześniejsze wzmianki
Nadany w Galicji z tytułem hrabiowskim oraz predykatem hoch- und wohlgeboren (wysoko urodzony i wielmożny) Janowi von Grodzickiemu 8 maja 1800. Podstawą nadania był fakt pełnienia urzędu krajczego koronnego, posiadanie Orderu Orła Białego. Tytuł dotyczył jedynie Galicji Zachodniej, dlatego obdarowany zwrócił się o tytuł wszystkich krajów dziedzicznych Cesarstwa. Tytuł taki, ze złożonym herbem, nadano 29 lipca 1801.

## Symbolika
Herb w wersji złożonej zawiera skrócony wywód genealogiczny. Wynika z niego, że ojciec herbownego, Stanisław, był herbu Łada, jego matka, Anna Morska, herbu Topór, babka, Anna Elżbieta Pudwels, herbu Pudwels (właściwie Szembek). Pozostałych przodków w wywodzie nie określono.

## Herbowni
Jedna rodzina herbownych:
graf von Grodzicki.